# Masoteras
Masoteras (oficialmente y en catalán, Massoteres) es un municipio español de la provincia de Lérida, situado en la comarca de la Segarra, en la llanura de Guisona, Cataluña. 

## Demografía
Cuenta con una población de 216 habitantes (INE 2024).
| Gráfica de evolución demográfica de Masoteras entre 1842 y 2021 |
| |
| Población de derecho según los censos de población del INE Población de hecho según los censos de población del INEEn estos censos se denominaba Tartarell, Masoteras y Palou de Torá: 1842 En estos censos se denominaba Masoteras: 1857, 1860, 1877, 1887, 1897, 1900, 1910, 1920, 1930, 1940, 1950, 1960, 1970 y 1981 |

Hasta mediados del siglo XIX se denominaba Tartarell (Talteüll), Masoteras y Palou de Torá. Cuenta con una población de 216 habitantes (INE 2024).
El núcleo de población conserva su aspecto medieval. Incluye las poblaciones de Palou de Torá y Talteüll.
| 1900 | 1930 | 1950 | 1970 | 1981 | 1986 |
| ---- | ---- | ---- | ---- | ---- | ---- |
| 427  | 541  | 478  | 310  | 184  | 159  |

## Comunicaciones
Nombres de las carreteras:
Guissona-Biosca
Desde acceso de Masoteras 
Tartarell es  LV-3113
Palou de Torá es llamada LV-3114
Longitud 8327 m Ancho 5 m

## Historia
El término municipal de Masoteras, se encuentra en el sector noreste de la llanura de Guisona y llega hasta la ribera del río Llobregós, que forma el límite septentrional del municipio. Limita con los términos de Guisona, Sant Guim de la Plana, Torá, Biosca.
El municipio complementa la economía agrícola con la ganadería. La demografía moderna es regresiva desde 1887. El casco antiguo está formado por una calle casi circular con callejones cortos y cubiertos en algunos puntos. Cabe destacar Can Soler, de tipo renacentista, con portal adintelado, una Llotgeta en la esquina, escudos heráldicos y a Cal Pintor, con emblemas nobiliarios. Se entra al casco antiguo por un portal o una calle abierta por la banda de mediodía. También forma parte del antiguo recinto la iglesia parroquial de San Salvador de Masoteras, de estilo neoclásico. Este conjunto se formó en el siglo XVIII, hacia los años ochenta se urbanizó en una gran plaza. Masoteras formó parte de la demarcación del castillo de Tartarell (Tartahull), y eclesiásticamente también dependió de la parroquia de Tartarell.

## Hermanamiento
- Baler (Filipinas)